# Coelotes brachiatus
Coelotes brachiatus är en spindelart som beskrevs av Wang et al. 1990. Coelotes brachiatus ingår i släktet Coelotes och familjen mörkerspindlar. Inga underarter finns listade i Catalogue of Life.